# 李存瓌
李存瓌（?—?），五代十国沙陀族。太原府（今山西太原）人。
后唐庄宗李存勗堂弟，李克宁之子。孟知祥的外甥。
李存勗懷疑克宁欲叛變，即位後，將之就地正法。
唐明宗李嗣源即位，授供奉官，侍随左右。后晋建立，李存瓌为赵州（治所在河北赵县）刺史。后汉刘知远称帝时，拜他为北京副留守，旋改北京（治所在太原）留守、河东节度副使。刘旻建北汉，任为代州防御使，进都监。天会二年（958年）刘钧任命他为忠武节度使、同中书门下平章事，曾与契丹兵攻后周上党（今山西长治）无所得而还。